# Список прем'єр-міністрів Гренади
Прем'єр-міністр Гренади — глава уряду та виконавчої влади у Гренаді.
У даній статті подано список осіб, які очолювали уряд Гренади.

## Головні міністри (колонія, 1960–1967)
Головний міністр Гренади (англ. Chief Minister of Grenada) — у колонії Великої Британії (до 31 травня 1962 року входила до складу Федерації Вест-Індії) — глава уряду, який мав обмежену виконавчу владу. Ним ставав лідер партії, що здобула перемогу на загальних виборах.
|       | Ім'я                       | Портрет | Початок терміну | Завершення терміну | Політична партія                       | Вибори |
| ----- | -------------------------- | ------- | --------------- | ------------------ | -------------------------------------- | ------ |
| 1-й   | Герберт Блейз              |         | січень 1960     | березень 1961      | Національна партія Гренади             | 1957   |
| 2-й   | Джордж Клайн               |         | березень 1961   | серпень 1961       | Об'єднана лейбористська партія Гренади | 1961   |
| 3-й   | Ерік Гейрі                 |         | серпень 1961    | 19 червня 1962     | Об'єднана лейбористська партія Гренади |        |
| (1-й) | Герберт Блейз (2-й термін) |         | вересень 1962   | 3 березня 1967     | Національна партія Гренади             | 1962   |

## Прем'єри Гренади (асоційована держава, 1967–1974)
Прем'єр Гренади (англ. Premier of Grenada) — у державі Гренада, що мала статус асоційованої з Великою Британією, глава уряду, якому належала виконавча влада. Ним ставав лідер партії, що перемогла на загальних виборах.
|     | Ім'я          | Портрет | Початок терміну | Закінчення терміну | Політична партія                       | Вибори     |
| --- | ------------- | ------- | --------------- | ------------------ | -------------------------------------- | ---------- |
| 1-й | Герберт Блейз |         | 3 березня 1967  | 25 серпня 1967     | Національна партія Гренади             |            |
| 2-й | Ерік Гейрі    |         | 25 серпня 1967  | 6 лютого 1974      | Об'єднана лейбористська партія Гренади | 1967, 1972 |

## Прем'єр-міністри Гренади
Політична система Гренади визначається як парламентська монархія, яку очолює монарх Гренади (нині — королева Єлизавета II). Оскільки королева не може перебувати у всіх Королівствах Співдружності, вона призначає генерал-губернатора. Генерал-губернатори несуть відповідальність за призначення прем'єр-міністра, а також інших міністрів уряду після консультацій з прем'єр-міністром.

### Прем'єр-міністр Гренади (1974–1979)
|     | Ім'я       | Портрет | Початок терміну | Закінчення терміну | Політична партія                       | Вибори |
| --- | ---------- | ------- | --------------- | ------------------ | -------------------------------------- | ------ |
| 1-й | Ерік Гейрі |         | 6 лютого 1974   | 13 березня 1979    | Об'єднана лейбористська партія Гренади | 1976   |

### Народний революційний уряд (1979–1983)
Під час успішної збройної операції, яка отримала кодову назву «Operation Apple» (Яблуко), було повалено конституційний режим, дію конституції було призупинено. В результаті було створено Народно-революційний уряд (англ. People's Revolutionary Government).
|     | Ім'я                                                                  | Портрет | Початок терміну | Закінчення терміну | Політична партія       |
| --- | --------------------------------------------------------------------- | ------- | --------------- | ------------------ | ---------------------- |
| 2-й | Моріс Бішоп                                                           |         | 13 березня 1979 | 19 жовтня 1983     | Новий революційний рух |
|     | Бернард Коард (фактичний, у період перебування під арештом М. Бішопа) |         | 14 жовтня 1983  | 19 жовтня 1983     | Новий революційний рух |

### Революційна військова рада (1983)
Після усунення від влади та розстрілу Моріса Бішопа було створено Революційну військову раду Гренади (англ. The Revolutionary Military Council of Grenada).
|     | Ім'я                 | Портрет | Початок терміну | Закінчення терміну | Політична партія       |
| --- | -------------------- | ------- | --------------- | ------------------ | ---------------------- |
| 1-й | генерал Гадсон Остін |         | 19 жовтня 1983  | 25 жовтня 1983     | Новий революційний рух |

### Тимчасова консультативна рада (1983–1984)
|     | Ім'я             | Портрет | Початок терміну | Закінчення терміну | Політична партія                   |
| --- | ---------------- | ------- | --------------- | ------------------ | ---------------------------------- |
| 1-й | Ніколас Бретвейт |         | 9 грудня 1983   | 4 грудня 1984      | Національний демократичний конгрес |

### Прем'єр-міністри Гренади з 1984 року
|       | Ім'я                     | Портрет | Початок терміну | Закінчення терміну | Політична партія                   | Вибори           |
| ----- | ------------------------ | ------- | --------------- | ------------------ | ---------------------------------- | ---------------- |
| 3-й   | Герберт Блейз            |         | 4 грудня 1984   | 19 грудня 1989     | Нова національна партія            | 1984             |
| 4-й   | Бен Джонс                |         | 20 грудня 1989  | 16 березня 1990    | Нова національна партія            |                  |
| 5-й   | Ніколас Бретвейт         |         | 16 березня 1990 | 1 лютого 1995      | Національний демократичний конгрес | 1990             |
| 6-й   | Джордж Брізан            |         | 1 лютого 1995   | 22 червня 1995     | Національний демократичний конгрес |                  |
| 7-й   | Кіт Мітчелл              |         | 22 червня 1995  | 9 липня 2008       | Нова національна партія            | 1995, 1999, 2003 |
| 8-й   | Тіллман Томас            |         | 9 липня 2008    | 20 лютого 2013     | Національний демократичний конгрес | 2008             |
| (7-й) | Кіт Мітчелл (2-й термін) |         | 20 лютого 2013  | 24 червня 2022     | Нова національна партія            | 2013             |
| 9-й   | Дікон Мітчелл            |         | 24 червня 2022  | обіймає посаду     | Національний демократичний конгрес | 2022             |